# Họ Hồng tước
Họ Hồng tước (Cardinalidae) là một họ chim trong bộ Passeriformes.

## Phân loại học
- Chi Amaurospiza
  - Amaurospiza carrizalensis
  - Amaurospiza concolor
  - Amaurospiza moesta
- Chi Cardinalis
  - Cardinalis cardinalis
  - Cardinalis phoeniceus
  - Cardinalis sinuatus
- Chi Caryothraustes
  - Caryothraustes canadensis
  - Caryothraustes poliogaster
- Chi Cyanoloxia
  - Cyanoloxia brissonii = Cyanocompsa brissonii
  - Cyanoloxia cyanoides = Cyanocompsa cyanoides
  - Cyanoloxia glaucocaerulea
  - Cyanoloxia rothschildii
- Chi Granatellus
  - Granatellus pelzelni
  - Granatellus sallaei
  - Granatellus venustus
- Chi Habia
  - Habia atrimaxillaris
  - Habia carmioli = Chlorothraupis carmioli
  - Habia cristata
  - Habia frenata
  - Habia fuscicauda
  - Habia gutturalis
  - Habia olivacea = Chlorothraupis olivacea
  - Habia rubica
  - Habia stolzmanni = Chlorothraupis stolzmanni
- Chi  Passerina
  - Passerina amoena
  - Passerina caerulea
  - Passerina ciris
  - Passerina cyanea
  - Passerina indigotica (tách từ Passerina parellina)
  - Passerina leclancherii
  - Passerina parellina = Cyanocompsa parellina
  - Passerina rositae
  - Passerina versicolor
- Chi Periporphyrus
  - Periporphyrus erythromelas
- Chi Pheucticus
  - Pheucticus aurantiacus
  - Pheucticus aureoventris
  - Pheucticus chrysogaster
  - Pheucticus chrysopeplus
  - Pheucticus ludovicianus
  - Pheucticus melanocephalus
  - Pheucticus tibialis
- Chi Piranga
  - Piranga bidentata
  - Piranga erythrocephala
  - Piranga flava
  - Piranga haemalea
  - Piranga hepatica
  - Piranga leucoptera
  - Piranga ludoviciana
  - Piranga lutea
  - Piranga olivacea
  - Piranga roseogularis
  - Piranga rubra
  - Piranga rubriceps
- Chi Rhodothraupis
  - Rhodothraupis celaeno
- Chi Spiza
  - Spiza americana

## Hình ảnh

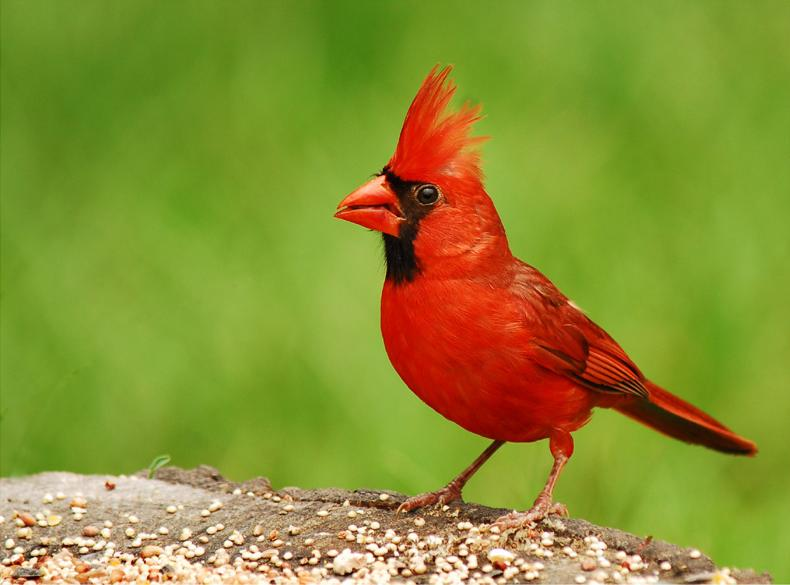
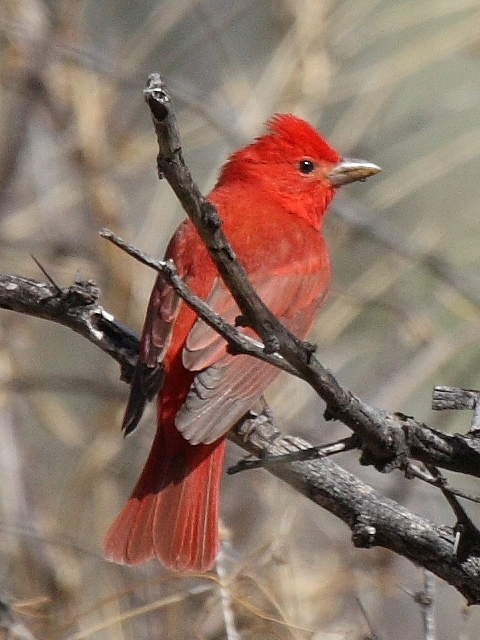
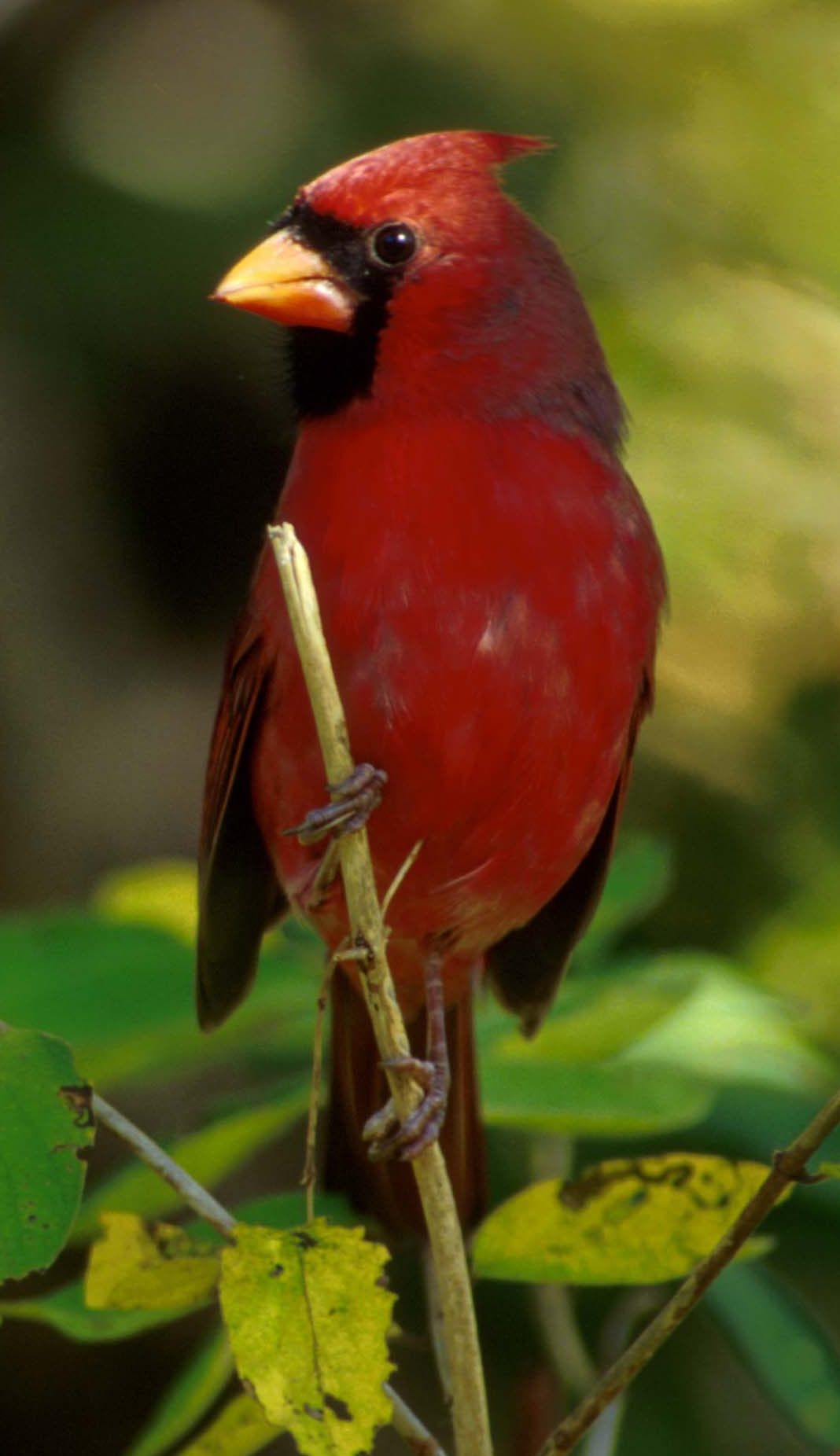
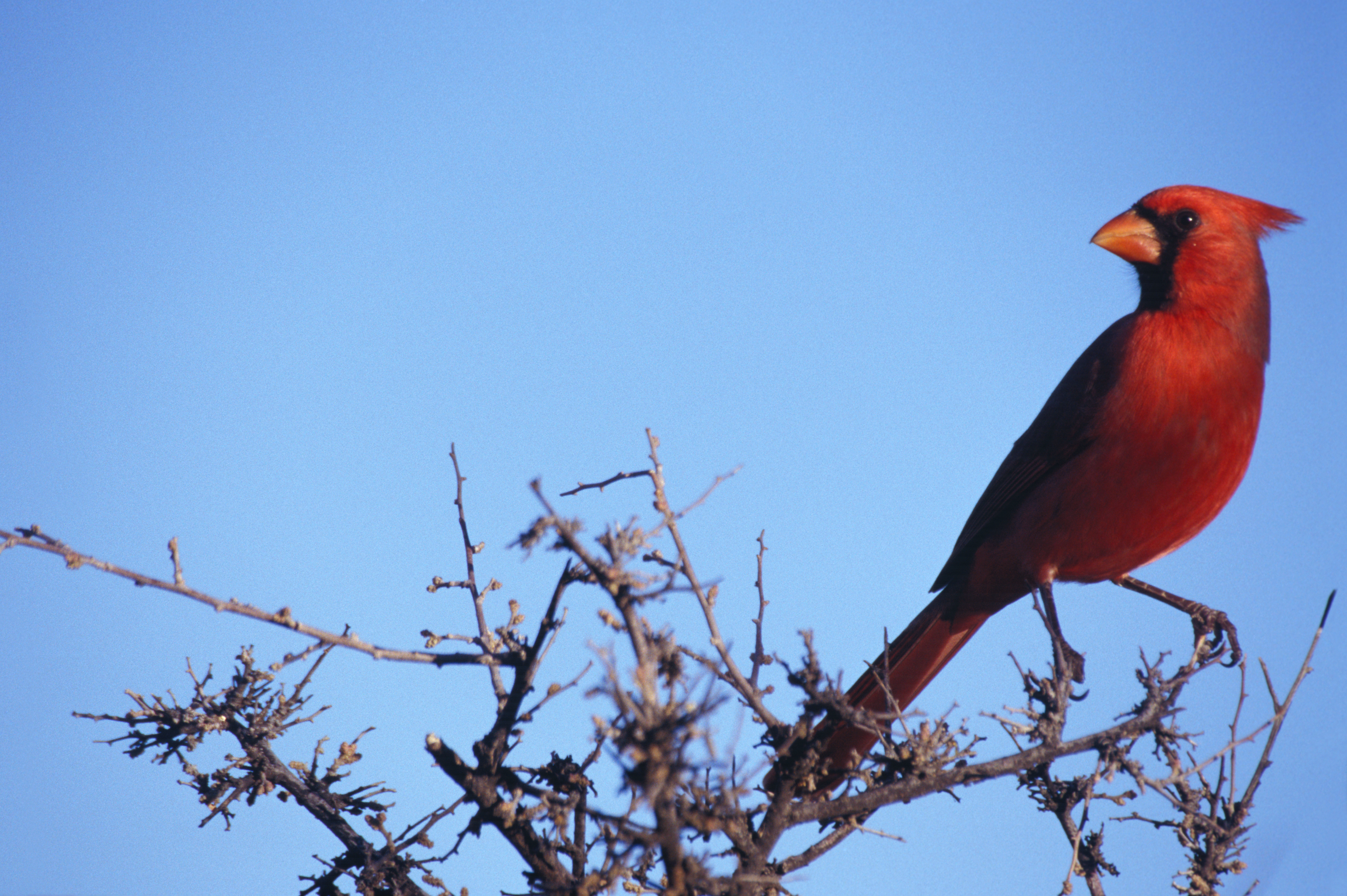
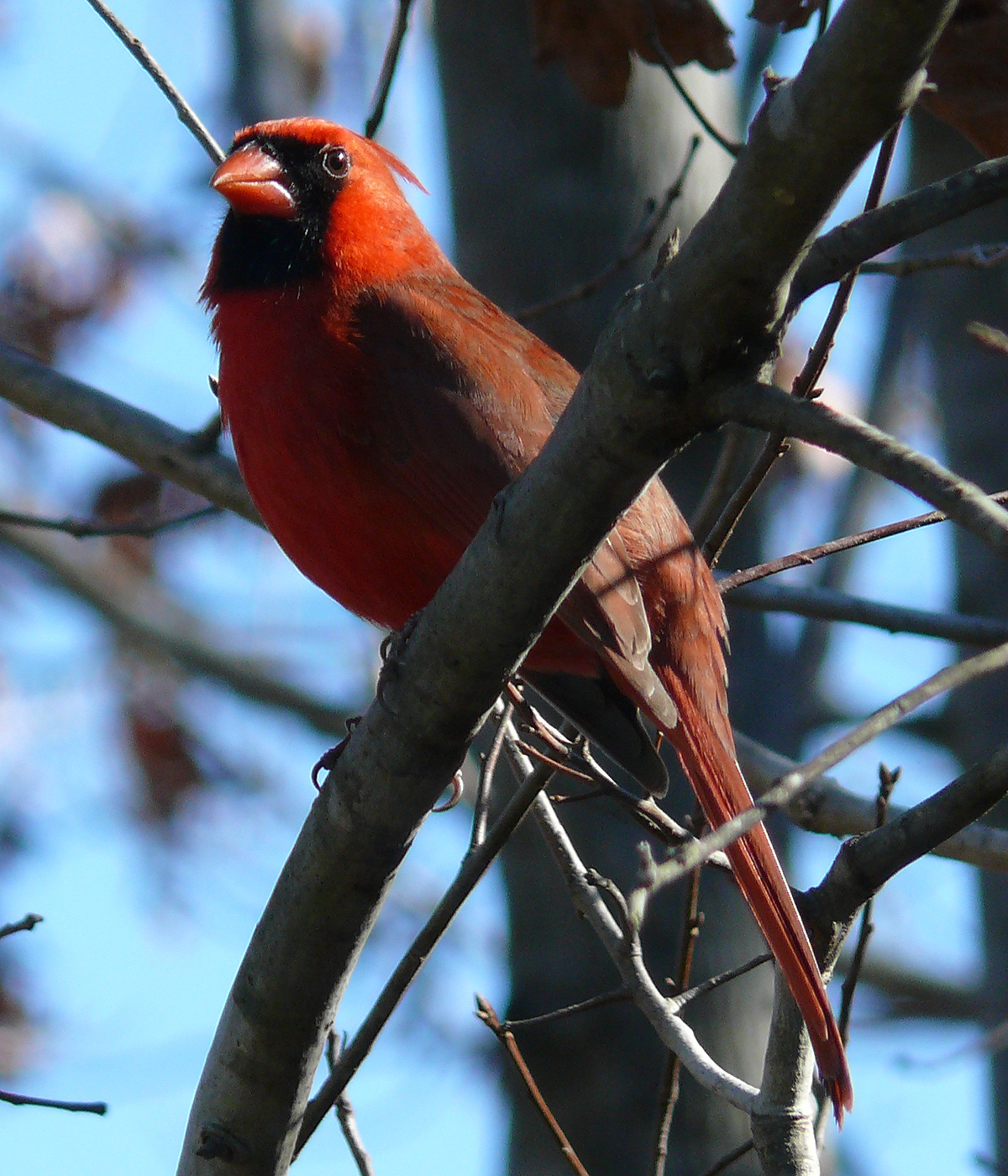
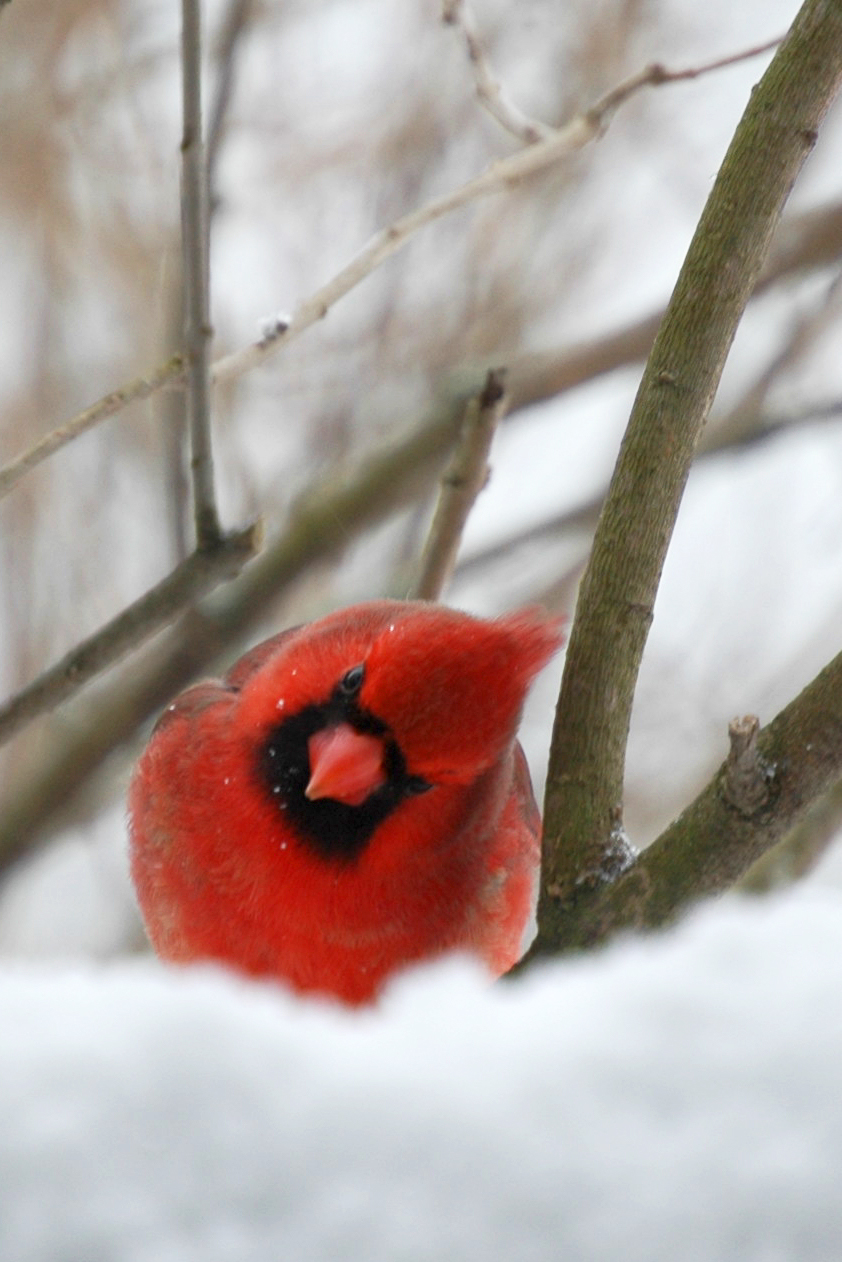
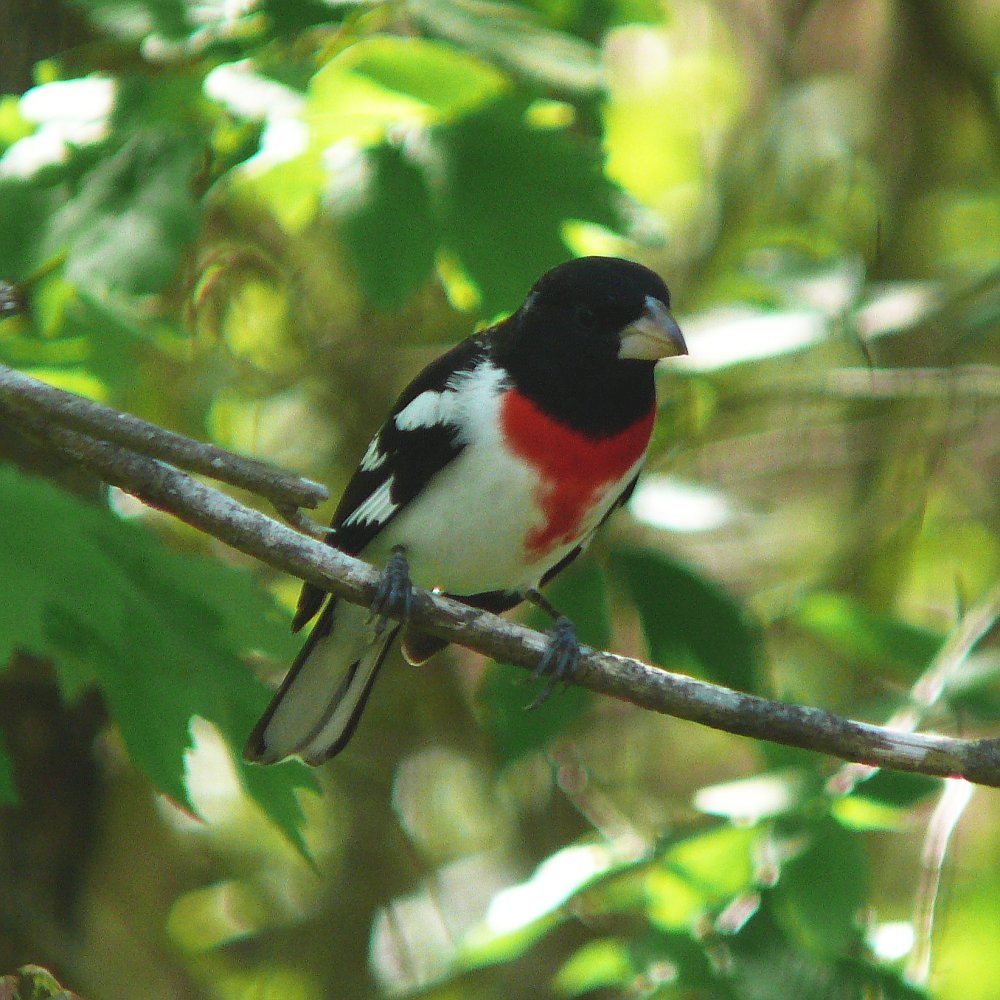